# كليات التقنية العليا
كليات التقنية العليا هي أكبر مؤسسة للتعليم العالي في دولة الإمارات العربية المتحدة. تم تأسيس الكليات في عام 1988 ويوجد لها حالياً فروع في معظم إمارات الدولة (أبوظبي، دبي، الشارقة، رأس الخيمة، الفجيرة، العين، مدينة زايد والرويس) .
تعتبر الكلية في المرتبة السادسة عشر حسب الترتيب العالمي للجامعات لمنطقة الدول العربية، في الترتيب رقم 2269 في الترتيب العالمي.

## عن الكليات
تعد كليات التقنية العليا أكبر مؤسسة للتعليم العالي التخصصي في دولة الإمارات العربية المتحدة، حيث تضم الكليات أكثر من 20.000 طالب وطالبة من مواطني الدولة وما يقارب من 2000 موظف وموظفة، موزعين على 17 كلية للطلاب والطالبات في مختلف أنحاء الدولة.
تطرح كلّيات التقنية العليا أكثر من 40 برنامجاً دراسياً تخصصياً على مستوى الماجستير، والبكالوريوس، والدبلوم العالي، والدبلوم. وتشمل التخصصات الدراسية إدارة الأعمال، وتكنولوجيا الاتصال التطبيقي، والتربية، والهندسة، والعلوم الصحية، وتكنولوجيا المعلومات.
ويتولى د. عبد اللطيف الشامسي، مدير مجمع كليات التقنية العليا، إدارة المجمع وتصريف شؤونه. ويكون لكلّ من الكليات والإدارات المختلفة فريقاً إدارياً يعمل تحت إدارة مدير وحدة. وتوظّف الكليات أعضاء الهيئتين التدريسية والإدارية المؤهلين في مجال اختصاصهم ممن لديهم المهارات الأكاديمية والفنية المتطورة.
هي أول مؤسسة تعليم عالي بالدولة تعتمد كمنطقة حرة اقتصادية ابداعية لتمكينها من تخريج شركات ورواد أعمال

### الرسالة والأهداف
تلتزم كليات التقنية العليا بتوفير البرامج التطبيقية والمهنية المستوفية للمعايير المحلية والعالمية على مستويات الدبلوم والبكالوريوس والماجستير. وتهدف البرامج الدراسية التخصصية إلى تلبية احتياجات سوق العمل بالدولة، وتوفير الدعم اللازم للطلبة المواطنين في تحفيزهم على الإبداع، وتأهيلهم للعمل خلال عملية تدريس متميزة تعتمد على نهج التعلم بالممارسة والبحث التطبيقي في بيئة تقنية متطورة.

### الإعتماد الأكاديمي
معتمدة من مفوضية الاعتماد الأكاديمي (CAA)

### الجوائز والشهادات
نالت   الكلية  ثلاث جوائز رئيسية ضمن فعاليات جوائز الاستدامة الخليجية و المسؤولية المجتمعية للمؤسسات لعام 2021 حيث فازت الكليات بجائزتين ذهبيتين عن فئة (الاستدامة في وقت الأزمات) و فئة (أفضل الممارسات في أماكن العمل و الموارد البشرية) و الجائزة البرونزية عن فئة (الابتكار في التكنولوجيا المستدامة).

## مبادرات الكليات

### ==== الشراكات المهنية

#### جائزة أبو ظبي للصناعة
هي التي تشرف على امن البلاد

## رابطة الخريجين
- عامر عبد الجليل الفهيم. خريج عام 1995. عضو المجلس الوطني الاتحادي

## الهوامش
1. ↑  خليفة يصدر مرسوماً بتعيين عبد اللطيف الشامسي مديراً لـ«كليات التقنية» - جريدة البيان. دخل للموقع بتاريخ 20 مارس 2015 نسخة محفوظة 14 ديسمبر 2015 على موقع واي باك مشين.
2. ↑   https://web.archive.org/web/20230803111744/https://cdn.ifla.org/wp-content/uploads/ifla-members-and-association-affiliates_2023-07-21.pdf. اطلع عليه بتاريخ 2023-08-03. {{استشهاد ويب}}: |url= بحاجة لعنوان (مساعدة) والوسيط |title= غير موجود أو فارغ (من ويكي بيانات) (مساعدة)
3. ↑  Top Arab World نسخة محفوظة 18 يونيو 2012 على موقع واي باك مشين. [وصلة مكسورة]
4. ↑  من نحن[وصلة مكسورة]
5. ↑  "من نحن - كليات التقنية العليا". hct.ac.ae. مؤرشف من الأصل في 2025-05-21. اطلع عليه بتاريخ 2024-12-07.
6. ↑  وام)، (أبوظبي-. "كليات التقنية تفوز بـ 3 من جوائز الاستدامة الخليجية 2021". www.albayan.ae. اطلع عليه بتاريخ 2024-12-07.

## وصلات خارجية
- الموقع الرسمي للكليات (بالعربية)
- الموقع الرسمي للكليات (بالإنجليزية)